# Programme de recherche japonais sur les baleines
La chasse à la baleine est pratiquée dans le cadre du programme de recherche japonais sur les baleines accordé par la Commission Baleinière Internationale à l'Institut de recherche japonais sur les cétacés. Le Japon a commencé son programme de recherche dans l'Antarctique (JARPA) en 1987, et son programme dans le Pacifique Nord (JARPN) en 1994.

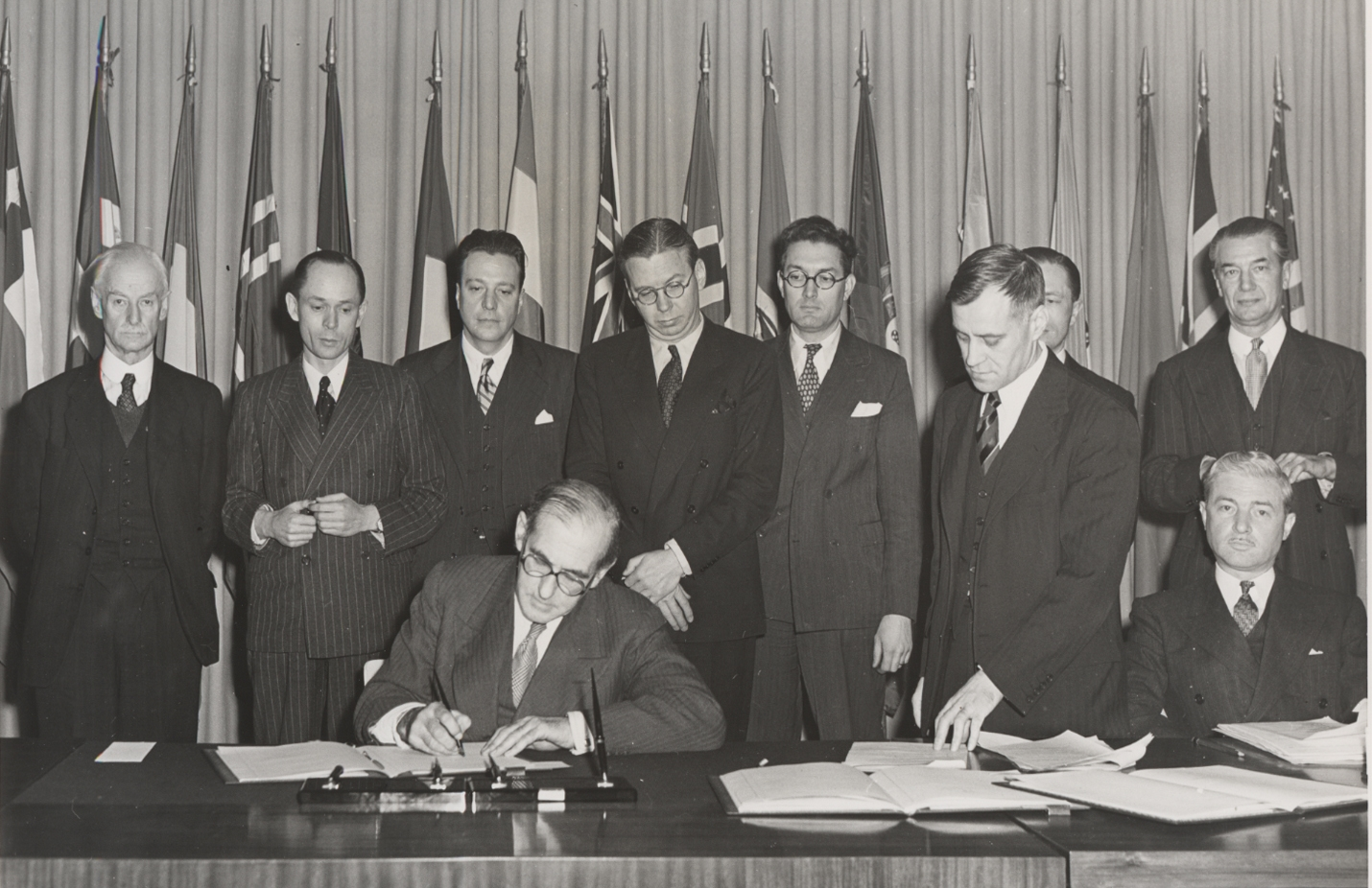
Signature de la Convention internationale pour la règlementation de la chasse à la baleine, à Washington DC, 1946-12-02. L'article 8 de cette convention permet une « chasse scientifique »

## Objectif et moyens

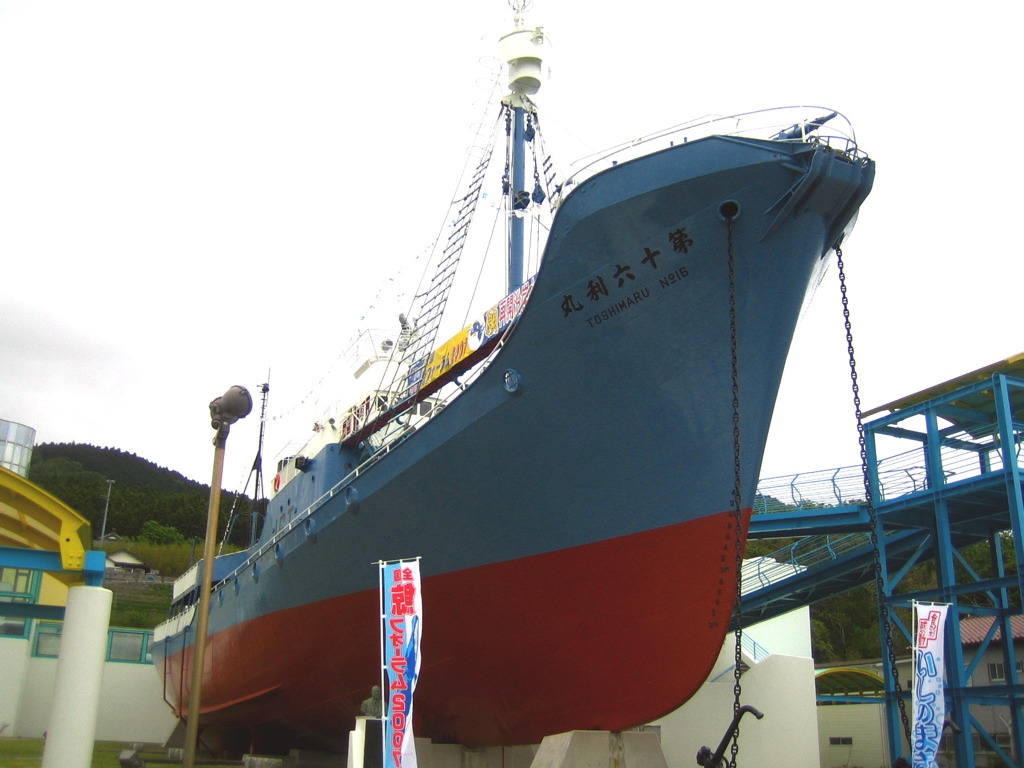
Le Toshimaru No. 16, un baleinier utilisé dans les précédents programmes de recherche, exposé au Oshika Whale Land à Ishinomaki

Dans le cadre d'études scientifiques, la Commission baleinière internationale accorde à l'Institut de recherche japonais sur les cétacés, la possibilité d'abattre un certain nombre de baleines. En effet, les membres de la CBI ont le droit selon l'article 8 de la Convention internationale pour la réglementation de la chasse à la baleine (CIRCB) d'émettre des permis spéciaux de chasse scientifique, la viande de baleine issue de cette chasse devant être utilisée autant que possible. Le Japon dit poursuivre le but fixé par la CBI d’assurer « la conservation judicieuse de l'espèce baleinière et, partant, de rendre possible le développement ordonné de l’industrie baleinière ».
Les programmes de recherches sur les baleines ont pour but d'analyser l'évolution de la population des baleines. Chaque année le Japon déploie plusieurs baleiniers pour tuer environ 1000 baleines annuellement. La flotte baleinière japonaise est actuellement composée des navires suivants :
- Navire usine : Nisshin Maru
- Baleiniers : Shōnan Maru No. 1 · Shōnan Maru 2 · Yūshin Maru · Yūshin Maru No. 2 · Yūshin Maru No. 3 · Toshi Maru No. 18 · Toshi Maru No. 25
- Tankers et navires d'observation : Oriental Bluebird (en) (anciennement Hiyo Maru) · Kaiko Maru · Kyoshin Maru No. 2 · Kyo Maru No. 1

## Programmes

### JARPA
Le Japanese Whale Research Program under Special Permit in the Antarctic (JARPA) fut un programme de recherche scientifique sur les baleines dans l'Antarctique mené entre 1987 et 2004. Il a commencé en 1987 en réponse aux réclamations de certains membres de la CBI. Selon ces derniers les données scientifiques étaient insuffisantes pour gérer correctement la population de baleines.
Les objectifs du programme furent les suivants :
- L'estimation des paramètres biologiques de la population de petits rorquals.
- L'élucidation du rôle des baleines dans l'écosystème de l'Antarctique.
- L'élucidation de l'effet des changements environnementaux sur les cétacés.
- L'élucidation de la structure de la population de Rorqual de l'Antarctique pour améliorer sa gestion.

Après deux années d'études de 1987 à 1989, les recherches commencèrent en 1989. Initialement le nombre de Rorquals de l'Antarctique (Balaenoptera bonaerensis) tués fut fixé à 300 (+10 %) spécimens. Ce taux fut relevé à 400 (+10 %) en 1995.
Nombres de rorquals de l'Antarctique tués sous le JARPA :
- 1987 : 273
- 1988 : 241
- 1989 : 330
- 1990 : 327
- 1991 : 288
- 1992 : 330
- 1993 : 330
- 1994 : 330
- 1995 : 440
- 1996 : 440
- 1997 : 438
- 1998 : 389
- 1999 : 439
- 2000 : 440
- 2001 : 440
- 2002 : 440
- 2003 : 440
- 2004 : 440

Soit 6795 au total.

### JARPA II
Le Second Japanese Whale Research Program under Special Permit in the Antarctic (JARPA II), fut un programme de recherche scientifique sur les baleines dans l'Antarctique mené entre 2005 et 2008. La seconde campagne de recherche sur les cétacés en Antarctique fut annoncée par le gouvernement japonais en 2005, après que la CBI se soit réunie.
Les objectifs du programme furent les suivants:
- Le suivi de l'écosystème de l'Antarctique;
- La modélisation de la concurrence entre les espèces de baleines et de développer des objectifs de gestion à venir;
- L'élucidation des changements temporels et spatiaux dans la structure des stocks;
- L'amélioration de la procédure de gestion des populations de petits rorquals de l'Antarctique.

Entre 2005 et 2007, le Japon fut autorisé à prélever 850 (+10 %) Rorquals de l'Antarctique (Balaenoptera bonaerensis) et 10 (+10 %) Rorquals communs (Balaenoptera physalus).
| Année | Rorqual de l'Antarctique | Rorqual commun |
| ----- | ------------------------ | -------------- |
| 2005  | 853                      | 10             |
| 2006  | 505                      | 3              |
| 2007  | 551                      | 0              |
| 2008  | 679                      | 1              |
| Total | 2588                     | 14             |

### JARPN
Le Japanese Research Whaling Program in the North Pacific fut un programme de recherche dans l’ouest du Pacifique nord de 1994 à 1999. La Commission a approuvé le programme mais aucun consensus n’a pu être trouvé sur la nécessité de l'utilisation techniques létales.
Les deux principaux objectifs du programme furent les suivants:
- Déterminer la structure des stocks de petits rorquals communs, et en particulier d'enquêter sur l'existence du stock W et si c'est le cas estimer les taux de mélange entre les stocks et W ;
- Déterminer l'écologie alimentaire des petits rorquals communs dans le Pacifique Nord.

Il fut prévu que 100 Baleines de Minke (Balaenoptera bonaerensis) soit prélevées chaque année.
Nombres de baleines de Minke tuées sous le JARPN :
- 1994 : 21
- 1995 : 100
- 1996 : 77
- 1997 : 100
- 1998 : 100
- 1999 : 100

Soit 497 au total.

### JARPN II
Le Japan's Whale Research in the Western North Pacific (JARPN II) de 2000 à  aujourd'hui.
Il était prévu que 100 Baleines de Minke (Balaenoptera acutorostrata), 50 Rorquals de Bryde (Balaenoptera edeni) et 10 Grands Cachalots (Physeter macrocephalus) seraient prélevés chaque année. En 2005, le nombre de captures est modifié, il fut prévu que 220 Baleines de Minke (Balaenoptera acutorostrata), 50 Rorquals de Bryde (Balaenoptera edeni), 100 Rorquals boréals (Balaenoptera borealis) et 10 Grands Cachalots (Physeter macrocephalus) soit prélevés dans l’ouest du Pacifique Nord.
| Année | Baleine de Minke | Rorqual de Bryde | Grand Cachalot | Rorqual boréal | Total |
| ----- | ---------------- | ---------------- | -------------- | -------------- | ----- |
| 2000  | 40               | 43               | 5              | 0              | 88    |
| 2001  | 100              | 50               | 8              | 0              | 158   |
| 2002  | 150              | 50               | 5              | 39             | 244   |
| 2003  | 150              | 50               | 10             | 50             | 260   |
| 2004  | 159              | 50               | 3              | 100            | 312   |
| 2005  | 220              | 50               | 5              | 100            | 375   |
| 2006  | 195              | 50               | 6              | 100            | 351   |
| 2007  | 207              | 50               | 3              | 100            | 360   |
| 2008  | 169              | 50               | 2              | 100            | 321   |
| 2009  | 103              | 50               | 1              | 100            | 254   |
| Total | 1493             | 493              | 48             | 689            | 2723  |

## Résultats
De 1987 à 2006, 182 documents scientifiques ont été présentés à la CBI, et 91 articles ont été publiés.

## Critiques et incidents
De nombreuses ONG, notamment la World Wildlife Fund, Greenpeace, la Sea Shepherd ou la Humane Society International (HSI), critiquent et s'opposent à ces programmes de recherches.
Pour la Sea Shepherd Conservation Society : « La CBI n'a pas la capacité de faire appliquer le moratoire. Sea Shepherd, guidée par la Charte Mondiale pour la Nature, est la seule organisation dont la mission est de faire appliquer ces lois internationales de protection de l'environnement en haute mer ». Le 5 janvier 2010, le baleinier nippon Shōnan Maru 2, et l'Ady Gil de l'association Sea Shepherd se percutent.
Le Japon a de plus été soupçonné d’acheter les voix de petits pays (Tanzanie, Kiribati, îles Marshall) au sein de la Commission, monnayant leur vote contre des aides au développement.
L'Australie et la Nouvelle-Zélande s'opposent à ce programme de recherche, estimant que « le Japon cherche à dissimuler sa chasse à la baleine à but commercial sous la blouse blanche de la science ». L'Australie porte plainte devant la cour internationale de justice en 2010 : le procès démarre le 26 juin 2013, les audiences publiques se terminent le 16 juillet 2013 mais le jugement ne sera pas rendu avant plusieurs mois.
Le 31 mars 2014, la Cour internationale de justice (CIJ) ordonne l'arrêt de la chasse à la baleine dans l'océan Antarctique par les Japonais (JARPA). Dans son avis, le juge Peter Tomka explique : « Les permis spéciaux ne sont pas délivrés en vue de recherche scientifique. Des considérations financières, plutôt que des critères purement scientifiques, sont intervenues dans la conception du programme. » Le Japon a affirmé qu'il respectera la décision de la Cour. Le 3 avril, l'agence des pêches japonaise confirme qu'elle renonce à sa campagne 2014-2015 dans l'Antarctique, pour la première fois depuis 27 ans, mais va continuer de chasser des baleines dans l'océan Pacifique nord (JARPN). Les autorités ont de plus annoncé qu'elles soumettraient à la commission baleinière internationale « d'ici à la fin de l'année 2014 » un nouveau programme scientifique pour la saison 2015-2016, JARPA III.
Le 8 janvier 2015, deux navires baleiniers, les Yushin Maru et Yushin Maru 2, rejoints le 16 par le Nisshin Maru, prennent ainsi la mer sans harpon en direction de l'Antarctique pour une campagne d'observation visuelle et de prélèvements d'échantillons de peau devant se terminer le 28 mars. Dans un nouveau plan présenté à la Commission baleinière internationale (CBI), le Japon a fixé un nouvel objectif annuel de pêche de 333 petits rorquals, contre environ 900 dans le cadre du précédent programme condamné. Cette campagne reprend ainsi avec harpons le 1er décembre 2015.

## Société
En 2012, selon un sondage commandé par le Fonds international pour le bien-être des animaux (IFAW), 27 % des Japonais se disent favorables ou très favorables à la pêche aux cétacés, 18 % se disent opposées ou très opposées, alors que 55 % n'ont pas d'avis. D'après le même sondage, 89 % des Japonais n'ont pas acheté de viande de baleine dans l'année précédente. La consommation de baleine, massive après la guerre, a en effet connu un lent déclin après le moratoire interdisant la chasse à la baleine de 1986, et est maintenant anecdotique, la filière semblant en 2013 économiquement condamnée à plus ou moins brève échéance, les stocks de viande de baleine invendus augmentant sensiblement et les prix baissant en dessous du seuil de rentabilité. Selon l'Institut japonais de recherche sur les cétacés, 909 sur les 1 211 tonnes de chair issues de la campagne de 2013 n'ont pas trouvé preneurs, soit presque 75 % des stocks.
Cependant, un sondage effectué par l’Asahi Shinbun les 19 et 20 avril 2014 à la suite de la décision de la Cour internationale de justice indique que 60 % des Japonais soutiendraient la poursuite de la chasse à la baleine, seules 23 % seraient contre, 17 % ne se prononçant pas. Bien que les personnes interrogées soient seulement 14 % à manger de la baleine, 48 % indiquant en avoir mangé mais il y a longtemps, et 37 % n'en mangeant pas du tout.